# Пластуновская
Пластуно́вская — станица в Динском районе Краснодарского края, образует Пластуновское сельское поселение, являясь его административным центром.
Население — 10 906 чел. (2023).
В просторечии название станицы — Пластуно́вка.

## География
Станица расположена на берегу Третьей речки Кочеты (бассейн Кирпили) в 36 км северо-восточнее Краснодара. Через станицу проходит автомобильная трасса М4 «Краснодар—Ростов-на-Дону».
Железнодорожная станция на отрезке «Краснодар—Тихорецкая».

## История

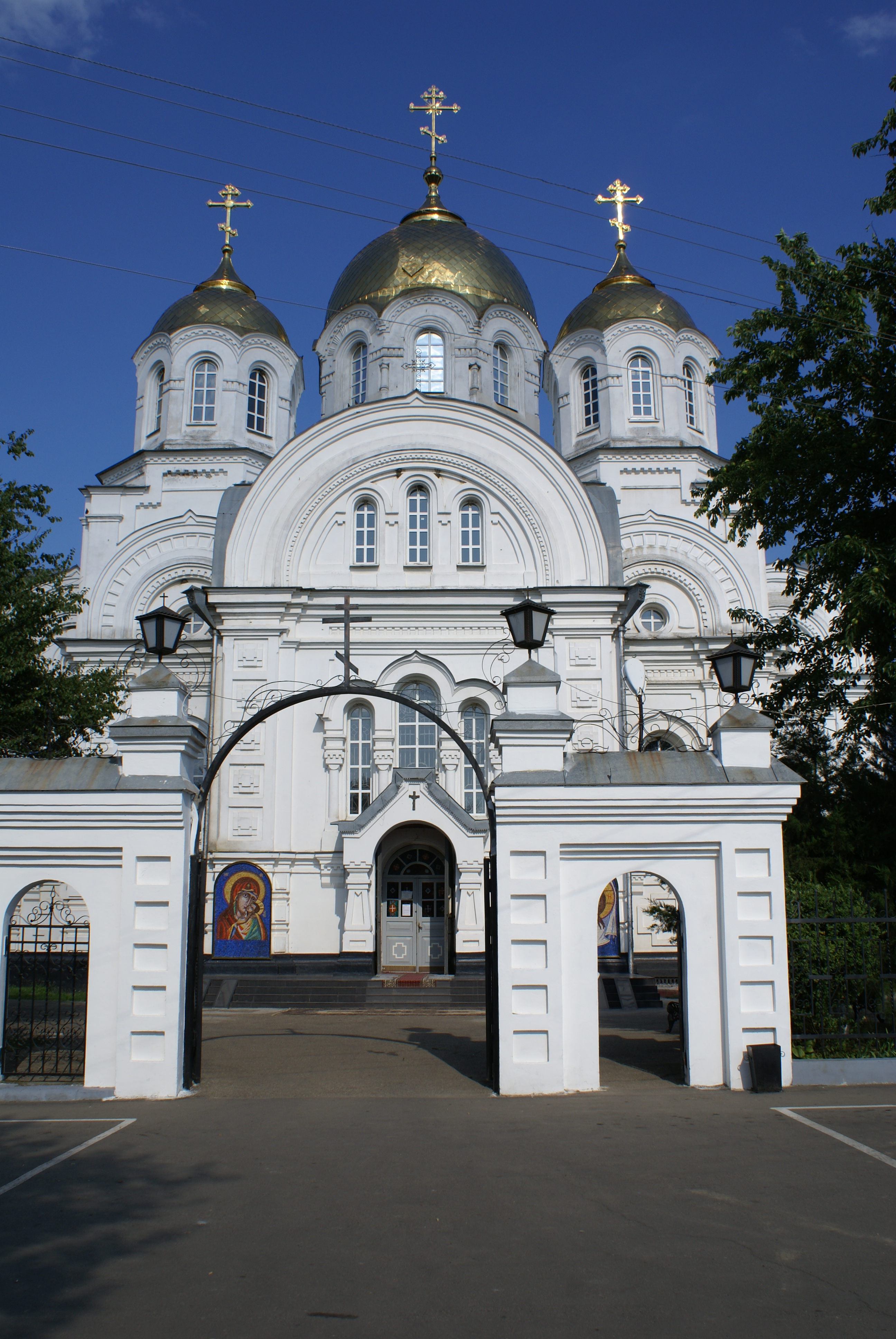
Вознесенская церковь

Пластуновское куренное селение, основанное в 1794 году — одно из первых сорока, основанных на Кубани черноморскими казаками. Название куреня, перенесённое с Запорожской Сечи происходит от пластунов — пеших казаков-разведчиков. Первоначальное местоположение селения — на правом берегу реки Кубань, западнее современной станицы Старокорсунская. В 1814 году селение было окончательно перенесено севернее, на современное место.
В 1915 году в станице проживало 11,2 тыс. человек. До революции Пластуновская входила в Екатеринодарский отдел Кубанской области.
31 декабря 1934 года в результате разукрупнения Краснодарского и Кореновского районов был образован Пластуновский район с центром в станице Пластуновская в составе Азово-Черноморского края. Первоначально район состоял из 4 сельских советов: Динского, Кочетинского, Красносельского и Пластуновского. 21 февраля 1935 года центр Пластуновского района был перенесён в станицу Динская.
6 мая 2012 года в станице Пластуновской прошли XXII Международные этнические казачьи игры «Пластуновская Казарла», собравшие около полутора тысяч зрителей и 170 участников из ряда регионов России, а также Белоруссии и Казахстана. Главный приз, приз атамана Кубанской казачьей общины завоевал казак ст. Васюринской.
В мае 2013 года в станице Пластуновской прошли 25 Международные этнические казачьи игры «Пластуновская Казарла», собравшие более 2000 зрителей и более 800 участников. Главный приз завоевал донской казак из ст. Пятиизбянской.

## Население
| 1939    | 1959    | 1979    | 2002    | 2010    | 2012    | 2013    |
| ------- | ------- | ------- | ------- | ------- | ------- | ------- |
| 7744    | ↘7315   | ↗8301   | ↗9481   | ↗10 264 | ↗10 431 | ↗10 683 |
| 2014    | 2015    | 2016    | 2017    | 2018    | 2019    | 2020    |
| ↗10 896 | ↗11 248 | ↗11 544 | ↗11 886 | ↗12 069 | ↗12 219 | ↗12 297 |
| 2021    | 2023    |         |         |         |         |         |
| ↘11 070 | ↘10 906 |         |         |         |         |         |

## Люди, связанные со станицей
- Компаниец, Алексей Петрович (1916, Пластуновская — 1987) — участник Великой Отечественной войны, Герой Советского Союза
- Кондратенко, Николай Игнатович (р. 1940, Пластуновская — 2013) — первый губернатор Краснодарского края

## Достопримечательности
- Вознесенская церковь (1896 год) — памятник архитектуры[21]